# Sebkhet el Melah
Sebkhet el Melah är en saltöken i Algeriet.   Den ligger i provinsen Béchar, i den centrala delen av landet, 900 km söder om huvudstaden Alger.